# جون هال (سياسي أمريكي)
جون هال (بالإنجليزية: John Hall)‏ هو محامي وسياسي أمريكي، ولد في 27 نوفمبر 1729، وتوفي في 8 مارس 1797.